# Melasina pericrossa
Melasina pericrossa är en fjärilsart som beskrevs av Edward Meyrick 1907. Melasina pericrossa ingår i släktet Melasina och familjen säckspinnare. Inga underarter finns listade i Catalogue of Life.